# Општа хемија
Општа хемија представља једну од четири основних гране хемије. Заједно са неорганском хемијом, органском хемијом и биохемијом, општа хемија обухвата целокупну област проучавања хемије. Као таква, општа хемија се изучава као курс у средњошколском образовању или као уводни курс на универзитетском нивоу. Општа хемија има за циљ дати увид у широк спектар различитих концепата из хемије и да се тек отвори могућност даљег проучавања кроз одређеније дисциплине, попут аналитичке или органске хемије.
Курс опште хемије углавном обухвата теме стехиометрије, предвиђања производа реакција, термодинамике, нуклеарне хемије, електрохемије, хемијске кинетике и основне стубове физичке хемије.
На Хемијском факултету Универзитета у Београду, на Природно-математичком факултету Универзитета у Новом Саду, као и на Природно-математичком факултету Универзитета у Нишу постоје катедре за општу и неорганску хемију, а курс опште хемије је обавезан и стубни предмет на првој години у првом семестру. Поред ових наведених факултета, курс опште хемије је обавезан предмет и на многим другим факултетима, укључујући медицину, фармацију, биологију, физику и томе сродно.